# Editora do Autor
A Editora do Autor foi uma editora brasileira fundada em 1960 por Fernando Sabino em sociedade com Rubem Braga e Walter Acosta, cuja divisão, em 1966, deu origem à Editora Sabiá.

## Histórico
Em 1960, Sabino fizera uma viagem a Cuba, como correspondente do Jornal do Brasil, na comitiva de Jânio Quadros, eleito Presidente da República e ainda não empossado, fazendo então uma reportagem sobre a Revolução Cubana, A Revolução dos Jovens Iluminados, constante do livro com que inaugura a Editora do Autor. Na ocasião também são lançados Furacão sobre Cuba, de Jean-Paul Sartre (em que esteve presente ao acontecimento sua mulher, Simone de Beauvoir); Ai de ti, Copacabana, de Rubem Braga; O Cego de Ipanema, de Paulo Mendes Campos e Antologia Poética, de Vinicius de Moraes. Fernando Sabino lança o livro O Homem Nu pela nova editora.
Mediante um desentendimento entre os três diretores, houve uma divisão da editora, em 1966, e dois deles, Fernando Sabino e Rubem Braga, formaram uma nova editora, a Editora Sabiá, que iniciou sua produção em 1967.
Clarice Lispector era uma das autoras que publicou pela Editora do Autor e consequentemente pela Editora Sabiá. Outro sucesso da Editora do Autor foi O Apanhador no Campo de Centeio, que fora recusado pela Civilização Brasileira, e que Fernando Sabino considerou um “vencedor certo”. Como previsto por Sabino, o livro teve várias edições.